# Rhinactinidia limoniifolia
Rhinactinidia limoniifolia là một loài thực vật có hoa trong họ Cúc. Loài này được (Less.) Novopokr. ex Botsch. miêu tả khoa học đầu tiên năm 1986.